# Szomszédvár
Szomszédvár (horvátul: Susedgrad), várrom Horvátországban, a Zágrábhoz tartozó Podsused határában. 

## Fekvése
Zágráb északnyugati, Podsused nevű városrésze felett, a Medvednica-hegység nyugati lejtőjén találhatók a romjai.

## Története
A vár közelében véletlenszerűen megtalált régészeti leletek arra utalnak, hogy e terület a történelem előtti koroktól kezdve, a középkorig folyamatosan lakott volt. Szomszédvár várát Károly Róbert rendeletére kezdték építeni.  Az a földterület, melyre felépítették a várat, a Száva Szent Jakab szigetén birtokos cisztercitákhoz tartozott. Szomszédvár 1322-ben már királyi vár és királyi tulajdonban volt egészen 1345-ig, amikor Lajos király átadta, a Tóthoknak is nevezett, Acsa nembeli Gergely fiának, Miklósnak. 
A család kezén maradt egészen 1439-ig, amikor Tóth Dorottya férjhez ment Henning Andráshoz, aki vele megkapta a szomszédvári és a sztubicai (ma Gornja Stubica) uradalmakat. Henning II. András 1502-ben örökös nélkül halt meg, így a Henning család fiágon kihalt. 1503-től 1523-ig felesége, laki Thúz Zsófia birtoka volt, majd amikor ő is meghalt Szomszédvár és Sztubica birtokosai Henning Margit, Bánffy Iván felesége és lányuk Bánffy Anna, Deésházy István felesége lettek. 1534-ben Deésházy István is utód nélkül halt meg és ezután a Henning családnak a leszármazottain kívül számosan tartottak rá igényt, akik közül többen a várat ténylegesen sohasem birtokolták. Közben Henning család leányági leszármazottai is sikerrel küzdöttek a várért, ami valójában Báthory András és Teufenbach András birtokaihoz tartozott. 1564-ben Tahy Ferenc erővel foglalta el. A Henningek csak 1571-ben kapták vissza a vár egy részét, míg másik részét csak Tahy halála után, 1574-ben tudták megvenni a Henningek és a Teufenbachok örökösei, így Mekinczer Orsolyáé és sógoráé, Szentgyörgyi Ambrózé lett. A 17. század elején Szomszédvár egy tűzvészben leégett és ekkortól már nem lakták többé. Az elhagyott vár pusztulásnak indult, köveinek nagy részét a környező lakosság hordta el építkezéseihez.

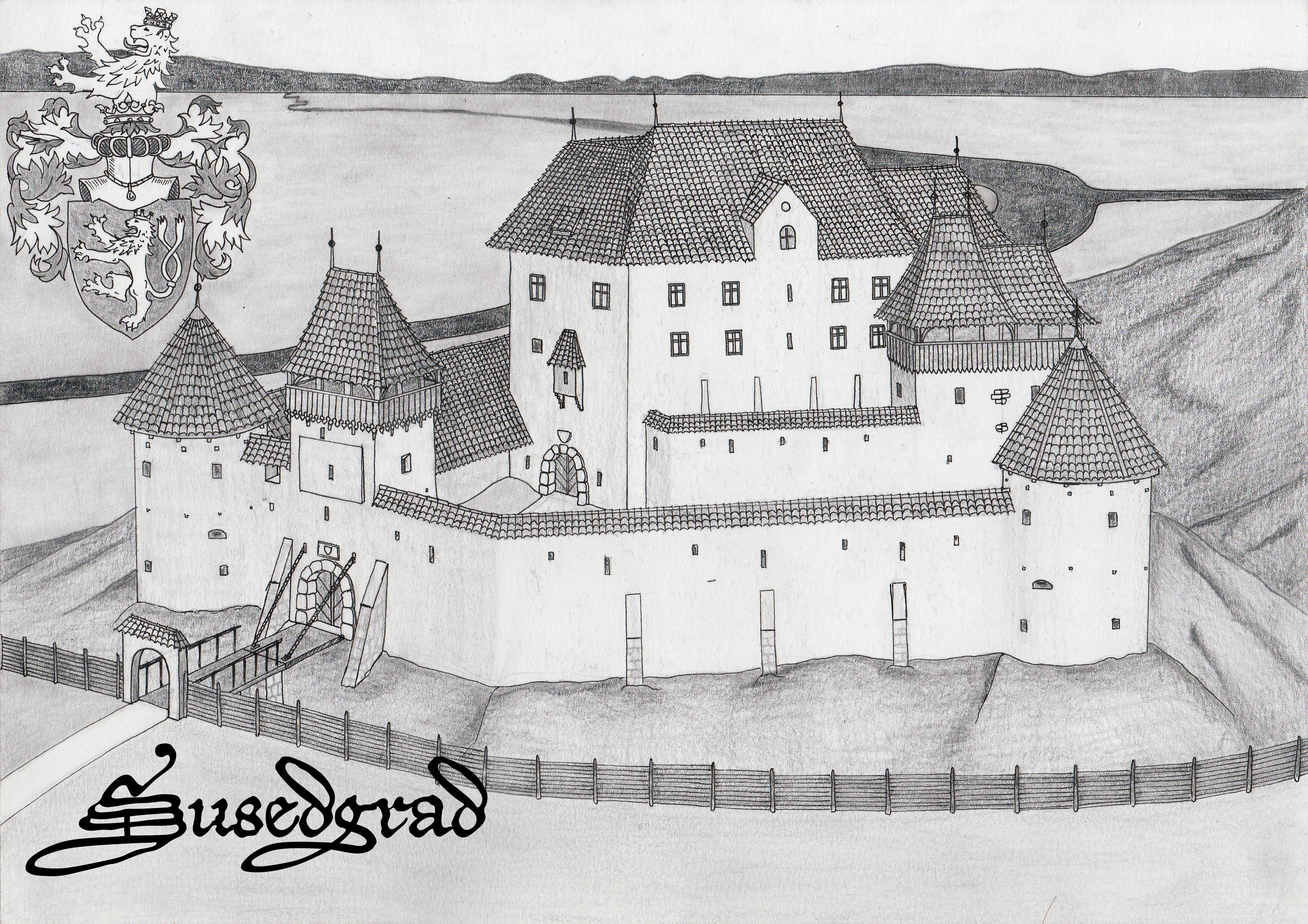
A vár rekonstrukciós rajza

## A vár mai állapota
A külsővárba a délnyugati hengeres torony mellett vezető ösvényen lehet belépni. Itt, a torony keleti oldalán lehetett a külsővár kapuja is. A külsővár épületeiből mára csak terepalakzatok maradtak. Innen egy még magasan álló fal húzódik a belsővár irányába. A falon két puskalőrés látszik. A belsővár udvarába egy szűk kapu vezet, ennek egyik sarkában látható az egykori ciszterna maradványa. Jobb oldalán egy épületsor húzódott, melynek falai még viszonylag magasan állnak. Az udvar bal oldalán állt épületek és falak egy 19. századi földrengésben leomlottak. Az udvar északi részén is épületek álltak, ezek egy kifelé szűkülő ablaknyílása most is látható. Mellette volt az északi falszoros, ahol szintén épületek nyomai láthatók. A falszorosból egy szűk kapu vezetett a külsővár északkeleti sarkába. Itt egy téglalap alakú torony állt. A külsővár itteni részén már csak terepalakzatok láthatók és a külsővár övező fala is csak sejthető. Összegezve a várnak jelenleg csak a keleti része és a külsővár romokkal tarkított területe járható be. A vár leglátványosabb része a belsővár délre néző oldala, melynek egyes részei jelenleg is teljes magasságukban állnak.